# Górna Oława
Oława Górna (niem. Obere Ohle) – ramię boczne rzeki Oława przebiegające w południowo-wschodniej części Wrocławia. Jego długość współcześnie wynosi około 2,4 km, natomiast pierwotnie wynosiła 2,7 km. Ramię to stanowi zakole rzeki otaczające od strony wschodniej, południowej, zachodniej i północno-zachodniej, bezimienne wyspy, na których położony jest Park Wschodni. Od północy natomiast wyspy te opływa Oława Dolna. Oława Górna uznawana jest za jeden z najbardziej malowniczych odcinków tej rzeki.
Rozdział wód rzeki na dwa główne ramiona: Oławę Dolną i Górną, znajdował się początkowo przy grobli biegnącej od Bierdzan do Świątnik. Na początku XX wieku wykonano przekop, który skrócił bieg tego ramienia rzeki o 0,3 km. Obecnie początek obu ramion znajduje się poniżej terenów wodonośnych Wrocławia, na zachód od Kładki Barani Skok. W samym początku biegu Oławy Górnej zlokalizowany jest jaz stały, stanowiący przelew dla wód rzeki także w okresie niskich stanów wód. Przerzuca on przepływ nienaruszalny do Oławy Górnej, natomiast drugi jaz, o większym świetle, kieruje wody do Oławy Dolnej, w okresach wysokich stanów wody oraz wezbrań, bowiem jest jazem o wyższym poziomie piętrzenia. Przekop przepływający przez park od Oławy Górnej do Oławy Dolnej, dzielący obszar parku na dwie wyspy, umożliwia przerzut części wód między tymi dwoma ramionami rzeki.
Oława Górna jest recypientem dla mniejszych cieków płynących przez tę część Wrocławia, a mianowicie dla rzeki Zielona oraz dla strugi Brochówki, które mają swoje ujście na lewym, wschodnim (dla Zielonej) i południowym (dla Brochówki) brzegu rzeki.
Przez Oławę Górną przerzucona jest obecnie jedna przeprawa mostowa – Most Parkowy. Druga przeprawa łącząca teren parku z ośrodkiem sportu i rekreacji klubu sportowego Burza Wrocław, w tym z terenem obecnie już nieistniejącego basenu kąpielowego – Kładka Parkowa – została rozebrana i pozostały z niej obecnie jedynie dwa przyczółki na obu brzegach rzeki. Na tym ramieniu znajdował się także niegdyś Młyn Guzikowy (Knopfmühle), który był młynem wodnym, napędzanym wodami przepływającymi w korycie rzeki. Stanowił on także stopień wodny (piętrzący), którego zadaniem było utrzymanie odpowiedniego stanu wody dla pobliskich terenów wodonośnych Wrocławia.
| element               | rodzaj     | brzeg      | stan         | foto                   |
| --------------------- | ---------- | ---------- | ------------ | ---------------------- |
| Oława Dolna (przekop) | bifurkacja | prawy      | istnieje     | przekop                |
| jaz                   | budowla    | koryto     | istnieje     | jaz                    |
| schody                | budowla    | prawy      | istnieje     | schody                 |
| Zielona               | ujście     | lewy       | istnieje     | ujście rzeki Zielonej  |
| przekop               | bifurkacja | prawy      | istnieje     | przekop                |
| Brochówka             | ujście     | lewy       | istnieje     | ujście rzeki Brochówki |
| Most Parkowy          | most       | oba brzegi | istnieje     | most Parkowy           |
| Młyn Guzikowy         | budowla    |            | nie istnieje |                        |
| Kładka Parkowa        | most       | oba brzegi | nie istnieje | Kładka Parkowa         |
| Oława Dolna           | połączenie | prawy      | istnieje     |                        |